# Zimbabwe Defence Forces
Die Zimbabwe Defence Forces (ZDF) sind die Streitkräfte des Staates Simbabwe im südlichen Afrika. Die ZDF bestehen aus der Zimbabwe National Army (ZNA) und der Air Force of Zimbabwe (AFZ). Als Binnenstaat besitzt Simbabwe keine Seestreitkräfte. Oberbefehlshaber der ZDF ist General Philip Valerio Sibanda.
Die ZDF hat eine Mannstärke von 29.000 Angehörigen (Stand 2020). Davon sind 25.000 Soldaten des Heeres und 4.000 der Luftkomponente. Der Armee untersteht auch eine relativ starke paramilitärische Einheit von 21.800 Mann.

## Putsch 2017
Das Militär putschte im November 2017 erstmals in der Geschichte des Landes. Die Regierungspartei ZANU-PF verlautbarte, es handle sich um eine „unblutige Transition“ und der ehemalige Vizepräsident und ZDF-Veteran Emmerson Mnangagwa werde „helfen, ein besseres Simbabwe zu errichten“.
Im Oktober 2022 beschlossen Südafrika und Simbabwe eine militärische Kooperation entlang der Grenze. Zudem sollen gemeinsame Manöver jährlich stattfinden, um die Kooperation der beiden Länder zu stärken.

## Heer

Flagge des Heeres von Simbabwe

Das Simbabwische Heer (englisch Zimbabwe National Army) verfügt über 25.000 Angehörige und wird vom Generalleutnant David Sigauke geführt.

### Ausrüstung
Das Heer besitzt folgende Ausrüstung:

#### Fahrzeuge
| Typ           | Herkunft                      | Funktion                              | Version           | Anzahl | Anmerkungen                    |
| ------------- | ----------------------------- | ------------------------------------- | ----------------- | ------ | ------------------------------ |
| Type 59       | Volksrepublik China           | Kampfpanzer                           |                   | 30     | vermutlich nicht einsatzbereit |
| Type 69       | Volksrepublik China           | Kampfpanzer                           |                   | 10     | vermutlich nicht einsatzbereit |
| WMA301        | Volksrepublik China           | Radpanzer/Panzerjäger                 |                   | 8      | Lieferung im Dezember 2023     |
| Panhard AML   | Frankreich Südafrika          | Spähpanzer                            | Eland-60 Eland-90 | 20     | südafrikanische Version        |
| Ferret        | Vereinigtes Königreich        | Spähpanzer                            |                   | 15     | vermutlich nicht einsatzbereit |
| EE-9 Cascavel | Brasilien                     | Spähpanzer                            |                   | 80     |                                |
| Type 85       | Volksrepublik China           | Schützenpanzer Mannschaftstransporter | YW307 ZSD 85      | 2+ 8   |                                |
| YW 531        | Volksrepublik China Nordkorea | Mannschaftstransporter                | VTT-323           | 22     | nordkoreanischer Lizenzbau     |
| T-54 T-55     | Sowjetunion                   | Bergepanzer                           |                   |        | berichtet                      |
| ZSD89         | Volksrepublik China           | Bergepanzer                           | ZJX-93            |        |                                |
| MTU           | Sowjetunion                   | Brückenlegepanzer                     |                   |        | berichtet; Version unklar      |

#### Artillerie
| Typ     | Herkunft            | Kaliber | Funktion          | Anzahl | Anmerkungen                                  |
| ------- | ------------------- | ------- | ----------------- | ------ | -------------------------------------------- |
| 2S1     | Sowjetunion         | 122 mm  | Selbstfahrlafette | 12     |                                              |
| D-30    | Sowjetunion         | 122 mm  | Haubitze          | 4      |                                              |
| Type 60 | Volksrepublik China | 122 mm  | Haubitze          | 16     | chinesischer Lizenzbau der sowjetischen D-74 |
| Type 63 | Volksrepublik China | 107 mm  | Raketenwerfer     | 16     |                                              |
| RM-70   | Tschechoslowakei    | 122 mm  | Raketenwerfer     | 60     |                                              |

Des Weiteren stehen ungefähr 146 Mörser zur Verfügung.

#### Flugabwehrwaffen
| Typ               | Herkunft    | Funktion         | Anzahl | Anmerkungen         |
| ----------------- | ----------- | ---------------- | ------ | ------------------- |
| 9K32 Strela-2     | Sowjetunion | MANPADS          |        | vermutlich veraltet |
| ZPU-1 ZPU-2 ZPU-4 | Sowjetunion | Maschinengewehr  | 36     |                     |
| SU-23             | Sowjetunion | Flugabwehrkanone | 45     |                     |
| M1939             | Sowjetunion | Flugabwehrkanone | 35     |                     |

## Luftstreitkräfte

Kokarde der Luftstreitkräfte

Die Luftstreitkräfte von Simbabwe (englisch Air Force of Zimbabwe) haben eine Personalstärke von 4.000 Soldaten und werden vom Air Marshal Elson Moyo geleitet.

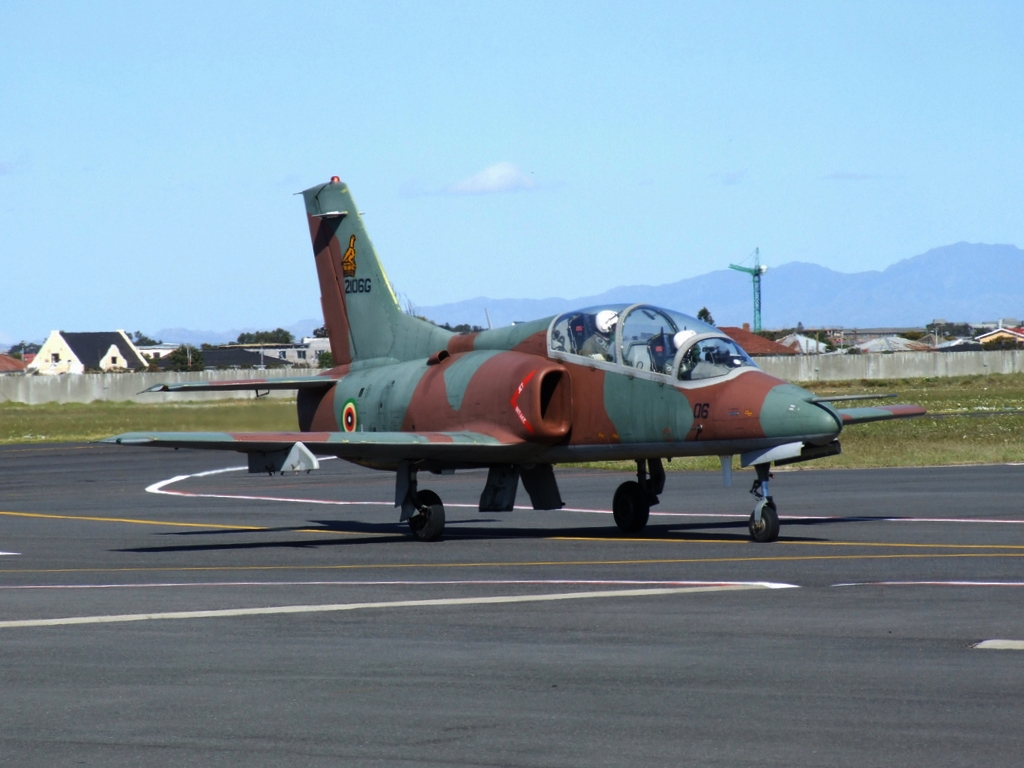
Simbabwische Hongdu JL-8

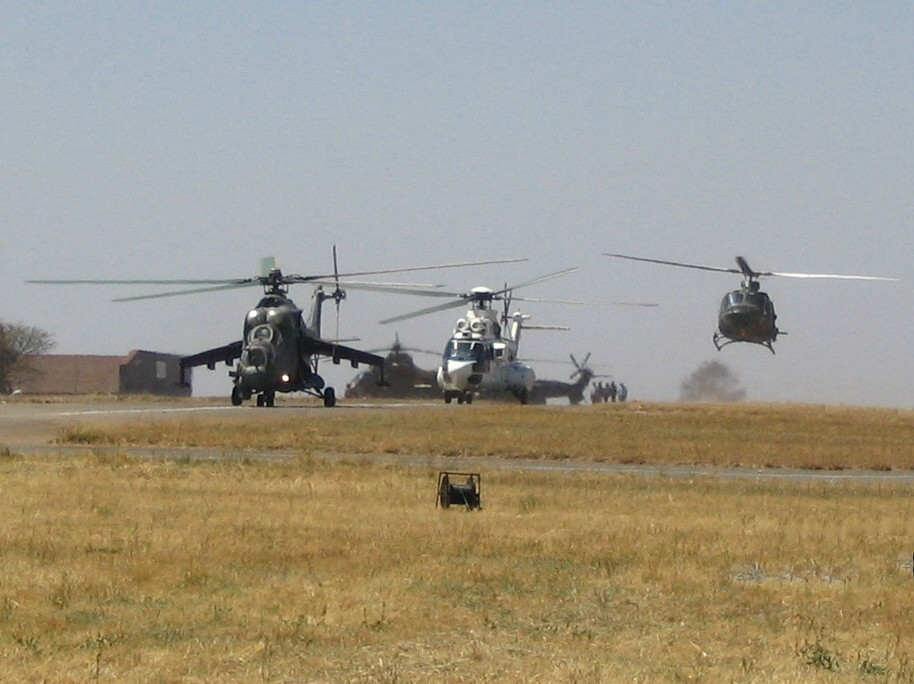
Mil Mi-35 (Vorne), Mil Mi-172 (Mitte) und ein Bell 412 (Hinten) auf dem Charles Prince Flughafen nahe Harare

### Ausrüstung
Im Februar 2023 verunglückte ein AFZ SF260-Flugzeug in der Region Gweru. Die beiden Piloten starben.
Die Luftstreitkräfte von Simbabwe verfügen über 62 Flugzeuge und 28 Hubschrauber (Stand: Ende 2020).
| Spezifikation                | Herkunft                     | Funktion               | Version        | Aktiv          |
| Kampfflugzeuge               | Kampfflugzeuge               | Kampfflugzeuge         | Kampfflugzeuge | Kampfflugzeuge |
| ---------------------------- | ---------------------------- | ---------------------- | -------------- | -------------- |
| Chengdu J-7                  | Volksrepublik China          | Jagdflugzeug           |                | 7              |
| Mikojan-Gurewitsch MiG-23    | Sowjetunion                  | Abfangjäger Jagdbomber |                | 3              |
| Transportflugzeuge           |                              |                        |                |                |
| Britten-Norman BN-2 Islander | Vereinigtes Königreich       |                        |                | 5              |
| CASA C-212                   | Spanien                      |                        |                | 9              |
| Schulflugzeuge               |                              |                        |                |                |
| Hongdu JL-8                  | Volksrepublik China Pakistan |                        |                | 10             |
| Aermacchi SF-260             | Italien                      |                        |                | 28             |
| Hubschrauber                 |                              |                        |                |                |
| Mil Mi-8                     | Sowjetunion                  | Mehrzweckhubschrauber  | Mi-172         | 1              |
| Mil Mi-24                    | Sowjetunion                  | Kampfhubschrauber      | Mi-24 Mi-35    | 6              |
| Bell 412                     | Vereinigte Staaten           | Mehrzweckhubschrauber  |                | 8              |
| Aérospatiale SA-319          | Frankreich                   | Mehrzweckhubschrauber  | SA316          | 13             |
| Raketen                      |                              |                        |                |                |
| PL-2                         | Volksrepublik China          | Luft-Luft-Rakete       |                |                |
| PL-5                         | Volksrepublik China          | Luft-Luft-Rakete       |                |                |